# Слободян Микола Васильович
Мико́ла Васи́льович Слободя́н (21 червня 1944, с. Росохач, нині Україна — 9 лютого 2018, с. Росохач, Україна) — український учасник національно-визвольних змагань, політв'язень, правозахисник. Орден «За мужність» I ступеня (2006).

## Життєпис
У 1971 році закінчив Росохацьку вечірню середню школу. Працював у колгоспі.
Заарештований 22 березня 1973 року ОГ УКДБ в Тернопільській области. Член підпільної патріотичної Росохацької групи, яка у ніч з 21 на 22 січня 1973 року розвісила в м. Чорткові українські національні прапори і розклеїла антирадянські листівки на честь 55-ї річниці проголошення незалежності УНР.
Засуджений 24 вересня 1973 року Тернопільським обласним судом в закритому засіданні на 3 роки таборів суворого режиму і 2 роки заслання.
Повернувся 1978 року родинне в родинне село.
17 квітня 1991 року Микола Слободян був реабілітований.
Брав активну участь у відновлені незалежности України. Член Координаційної ради Чортківського «Меморіалу», Української Гельсінської спілки, Української республіканської партії, Республіканської християнської партії.
Микола Слободян помер 9 лютого 2018 року в рідному селі.
Про членів Росохацької підпільної організації Харківською правозахисною групою видана книжка «Юнаки з огненної печі», відзнято документальні фільми «Прапори» (2018) та «Росохацька група» (2023).
26 січня 2012 року на фасаді Чортківського гуманітарно-педагогічного фахового коледжу імені Олександра Барвінського відкрито меморіальну таблицю з написом: «На цьому будинку Чортківського педагогічного училища в ніч з 21 на 22 січня 1973 року члени Росохацької патріотичної організації (Вітів П.І., Винничук П.М., Кравець А.М., Лисий М.С., Мармус М.В., Сапеляк С.Є., Слободян М.В.) під керівництвом Володимира Мармуса встановили національний прапор України і політичні прокламації до 55-х роковин проголошення незалежності УНР та в протест проти репресій комуністичної диктатури. Слава Україні! Героям Слава!».

## Нагороди
- Орден «За мужність» І ступеня (18.08. 2006)